# Girard (Texas)
Pour les articles homonymes, voir Girard.
Girard est une census-designated place située dans le comté de Kent, dans l’État du Texas, aux États-Unis. Sa population s’élevait à 53 habitants lors du recensement de 2020.